# Chionaemopsis quadrifasciatus
Chionaemopsis quadrifasciatus is een vlinder uit de familie van de stippelmotten (Yponomeutidae). De wetenschappelijke naam van de soort werd in 1931 gepubliceerd door Cockerell & Le Veque.